# Michael Mooney
Michael Macdonald Mooney  (New York, 14 mei 1930 – Washington D.C., 18 november 1985) was een Amerikaans zeiler.
Mooney won tijdens de Olympische Zomerspelen 1948 de gouden medaille in de 6 meter klasse.

## Olympische Zomerspelen
| Jaar | Plaats | Resultaten     |
| ---- | ------ | -------------- |
| 1948 | Londen | 6 meter klasse |

1908: Charles Crichton / Gilbert Laws / Thomas McMeekin ·
1912: Amédée Thubé / Gaston Thubé / Jacques Thubé
1920 (model 1907): Frédéric Bruynseels / Émile Cornellie / Florimond Cornellie ·
1920 (model 1919): Andreas Brecke / Paal Kaasen / Ingolf Rød ·
1924: Christopher Dahl / Eugen Lunde / Anders Lundgren ·
1928: Erik Anker / Johan Anker / Håkon Bryhn / Olaf van Noorwegen ·
1932: Olle Åkerlund / Åke Bergqvist / Martin Hindorff / Tore Holm ·
1936: Miles Bellville / Christopher Boardman / Russell Harmer / Charles Leaf / Leonard Martin ·
1948: Alfred Loomis / Michael Mooney / James Smith / James Weekes / Herman Whiton ·
1952: Everard Endt / John Morgan / Eric Ridder / Julian Roosevelt / Emelyn Whiton / Herman Whiton
- Bibsys: 98074151
- Biblioteca Nacional de España: XX4580097
- CiNii: DA09783552
- International Standard Name Identifier: 0000 0001 1700 0478
- Library of Congress Control Number: n79032937
- Bibliotheek van het Japanse parlement: 00450402
- Nederlandse Thesaurus van Auteursnamen: 071443401
- Système universitaire de documentation: 078597684
- Virtual International Authority File: 114872512
- WorldCat: E39PBJyhhKQRHCQmGvW7tkXPQq